# Dupeljevo
Dupeljevo (izvirno srbsko Дупељево) je naselje v Srbiji, ki upravno spada pod Mesto Vranje; slednja pa je del Pčinjskega upravnega okraja.

## Demografija
V naselju živi 48 polnoletnih prebivalcev, pri čemer je njihova povprečna starost 47,7 let (45,6 pri moških in 50,1 pri ženskah). Naselje ima 16 gospodinjstev, pri čemer je povprečno število članov na gospodinjstvo 3,44.
To naselje je popolnoma srbsko (glede na rezultate popisa iz leta 2002), a v času zadnjih treh popisov je opazno zmanjšanje števila prebivalcev.
|  |

| Demografija | Demografija     | Demografija     |
| Leto        | Št. prebivalcev | Št. prebivalcev |
| ----------- | --------------- | --------------- |
|             |                 |                 |
|             |                 |                 |
|             |                 |                 |
|             |                 |                 |
| 1948        | 102             |                 |
| 1953        | 115             |                 |
| 1961        | 137             |                 |
| 1971        | 113             |                 |
| 1981        | 85              |                 |
| 1991        | 71              | 71              |
| 2002        | 57              | 55              |
|             |                 |                 |

| Etnična sestava po popisu iz leta 2002 | Etnična sestava po popisu iz leta 2002 | Etnična sestava po popisu iz leta 2002 | Etnična sestava po popisu iz leta 2002 | Etnična sestava po popisu iz leta 2002 |
| -------------------------------------- | -------------------------------------- | -------------------------------------- | -------------------------------------- | -------------------------------------- |
| Srbi                                   | Srbi                                   |                                        | 55                                     | 100,0%                                 |
| Neznano                                | Neznano                                |                                        | 0                                      | 0,0%                                   |